# Dear Secret Santa
Dear Secret Santa es un telefilme estadounidense de comedia, romance y familiar de 2013, dirigido por Peter Sullivan, que a su vez lo escribió junto a Hanz Wasserburger, musicalizado por Matthew Janszen, en la fotografía estuvo Roberto Schein y los protagonistas son Tatyana Ali, Bill Cobbs y Jordin Sparks, entre otros. Este largometraje fue producido por Hybrid, HFD Productions y Lifetime; se estrenó el 1 de diciembre de 2013.

## Sinopsis
Jennifer, banquera en Beverly Hills y fanática del trabajo, va a su pequeña ciudad al norte de California antes de Navidad. Mientras está allí, ella empieza a recibir tarjetas de Navidad románticas de un admirador secreto, este sujeto es un viejo vecino y el amor no concretado de su vida. Pero hay algo raro, ya que él falleció en un accidente de auto tres años atrás.